# 5D/Brorsen
5D/Brorsen (còn được gọi là sao chổi Brorsen) là một sao chổi định kỳ thuộc quỹ đạo của sao Mộc được nhà thiên văn người Đan Mạch Theodor Brorsen phát hiện ngày 26 tháng 2 năm 1846.
Sao chổi 5D/Brorsen được phát hiện đi qua điểm cận nhật vào ngày 25 tháng 2, chỉ một ngày trước khi phát hiện của sao chổi Brorsen, và đi qua sát Trái Đất ngay sau đó, tới điểm gần nhất với Trái Đất vào ngày 27 tháng 3 (ở khoảng cách 0,52 AU). Kết quả của việc đi gần sát Trái Đất này là đường kính đầu của sao chổi tăng lên. Johann Friedrich Julius Schmidt ước tính từ kích thước của đầu sao chổi là 3 đến 4 phút cung vào ngày 9 tháng 3, và 8 đến 10 phút cung trong ngày 22 cùng tháng đó. Lần cuối nhìn thấy sao chổi này là vào ngày 22 tháng 4, khoảng 20 độ từ cực Bắc Trái Đất. Tại thời điểm quan sát lần cuối, chu kỳ quỹ đạo của sao chổi 5D/Brorsen được xác định là 5,5 năm. Các nhà thiên văn phát hiện rằng lần tiếp cận sát với sao Mộc của nó vào năm 1842 đã khiến sao chổi di chuyển theo quỹ đạo hiện nay.
Chu kỳ 5,5 năm của sao chổi này có nghĩa là các lần xuất hiện của nó sẽ chuyển qua lại giữa tốt và kém về chất lượng quan sát. Đúng như dự đoán, sao chổi đã bị bỏ lỡ vào năm 1851, khi nó chỉ đến gần Trái Đất với khoảng cách 1.5AU.
Quỹ đạo của 5D/Brorsen vẫn còn tương đối không chắc chắn, sự việc còn tệ hơn bởi thực tế là nó đã tiếp cận sao Mộc vào năm 1854. Năm 1857, Karl Christian Bruhns tìm thấy một sao chổi vào ngày 18 tháng 3 năm 1857. Người ta nhanh chóng tính ra quỹ đạo của nó và nó đã được kết luận là 5D/Brorsen, mặc dù dự đoán sai mất ba tháng. Sao chổi này được theo dõi cho đến tháng 6 năm 1857, và quỹ đạo của nó giờ đã được biết đến một cách rõ ràng.
Sao chổi này đã bị mất dấu vào năm 1862, và được khám phá lại vào năm 1868. Một lần đi sát tới sao Mộc rút ngắn thời gian đủ để làm 5D/Brorsen có thể nhìn thấy lần nữa vào năm 1873. Lần quan sát rất thuận lợi tiếp theo vào năm 1879, cho phép sao chổi này được quan sát trong bốn tháng - thời gian dài nhất cho đến nay. Sao chổi này đã bị bỏ lỡ vào năm 1884, do điều kiện quan sát không tốt, nhưng cũng bị bỏ lỡ vào năm 1890, khi nó xuất hiện với điều kiện thuận lợi. Sự xuất hiện thuận lợi tiếp theo xảy ra vào năm 1901, nhưng các nỗ lực tìm kiếm cũng không xác định được sao chổi này.
Việc tìm kiếm nghiêm túc tiếp theo được bắt đầu bởi Brian G. Marsden, người tin rằng sao chổi đã tan rã, nhưng ông vẫn tính toán quỹ đạo cho lần quay lại (nếu có) năm 1973 rất thuận lợi. Các nhà quan sát Nhật Bản đã thực hiện tìm kiếm chuyên sâu cho sao chổi này, nhưng không tìm thấy. Sao chổi 5D/Brorsen hiện bị coi là bị thất lạc.